# 모브닝
모브닝(본명: 강하림, 1994년 1월 1일 ~ )은 대한민국의 싱어송라이터이다. 

## 방송
- 유희열의 스케치북 (2019)
- 아티스탁 게임 (2022) - Top20(14위)
- 싱어게인3 (2023) - Top43